# IFAF Central American Championship
Die IFAF Central American Championship ist die Meisterschaft der zentralamerikanischen Nationalmannschaften im American Football. Veranstalter ist die International Federation of American Football. Der Wettbewerb wurde erstmals 2025 mit vier Mannschaften ausgetragen. Erster Sieger war die Mannschaft Honduras. 
| Jahr | Spielorte             | Gold     | Silber    | Bronze      | 4.        |
| ---- | --------------------- | -------- | --------- | ----------- | --------- |
| 2025 | Honduras, El Salvador | Honduras | Guatemala | El Salvador | Nicaragua |

## Turnier 2025
Die Austragung 2025 findet in zwei Teilen im April 2025 in Tegucigalpa, der Hauptstadt von Honduras, und im Juli 2025 in El Salvador statt. Neben den beiden Gastgebern nehmen die Nationalmannschaften von Guatemala und Nicaragua teil. 
Die Mannschaften spielen in der Hauptrunde jeder gegen jeden. Die besten zwei Mannschaften der Hauptrunde ziehen ins Finale ein, die restlichen beiden Mannschaften spielen den dritten Platz aus. 

### Spiele Hauptrunde
| Datum         | Spielort                                        |             |       |             |
| ------------- | ----------------------------------------------- | ----------- | ----- | ----------- |
| 3. April 2025 | José Simón Ascona Stadion Tegucigalpa, Honduras | Guatemala   | 14:00 | El Salvador |
| 3. April 2025 | José Simón Ascona Stadion Tegucigalpa, Honduras | Nicaragua   | 08:14 | Honduras    |
| 6. April 2025 | José Simón Ascona Stadion Tegucigalpa, Honduras | El Salvador | 00:38 | Nicaragua   |
| 6. April 2025 | José Simón Ascona Stadion Tegucigalpa, Honduras | Honduras    | 08:60 | Guatemala   |
| 24. Juli 2025 | Saaif Complex San Antonio, El Salvador          | Guatemala   | 14:60 | Nicaragua   |
| 24. Juli 2025 | Saaif Complex San Antonio, El Salvador          | El Salvador | 00:16 | Honduras    |

### Tabelle
| Pl. | Nation      | Sp | S | N | SQ    | P+ | P– | PD  |
| --- | ----------- | -- | - | - | ----- | -- | -- | --- |
| 1.  | Honduras    | 3  | 2 | 0 | 1,000 | 38 | 14 | +24 |
| 2.  | Guatemala   | 3  | 2 | 1 | 0,667 | 34 | 14 | +20 |
| 3.  | Nicaragua   | 3  | 1 | 2 | 0,333 | 52 | 28 | +24 |
| 4.  | El Salvador | 3  | 0 | 3 | 0,000 | 0  | 68 | –68 |

### Spiel um Platz 3
|                                        |                                   | {{{Spiel}}} |       |             |  |               |
| San Antonio, El Salvador 27. Juli 2025 |                                   | Nicaragua   | 6 : 8 | El Salvador |  | Saaif Complex |
| San Antonio, El Salvador 27. Juli 2025 | (0:0, 0:0, 0:6, 6:0) OT: 0:0, 0:2 | Nicaragua   |       | El Salvador |  | Saaif Complex |

### Finale
|                                        |                              | {{{Spiel}}} |       |           |  |               |
| San Antonio, El Salvador 27. Juli 2025 |                              | Honduras    | 8 : 0 | Guatemala |  | Saaif Complex |
| San Antonio, El Salvador 27. Juli 2025 | (0:0, 0:0, 8:0) Spielbericht | Honduras    |       | Guatemala |  | Saaif Complex |